# Riad Shehata

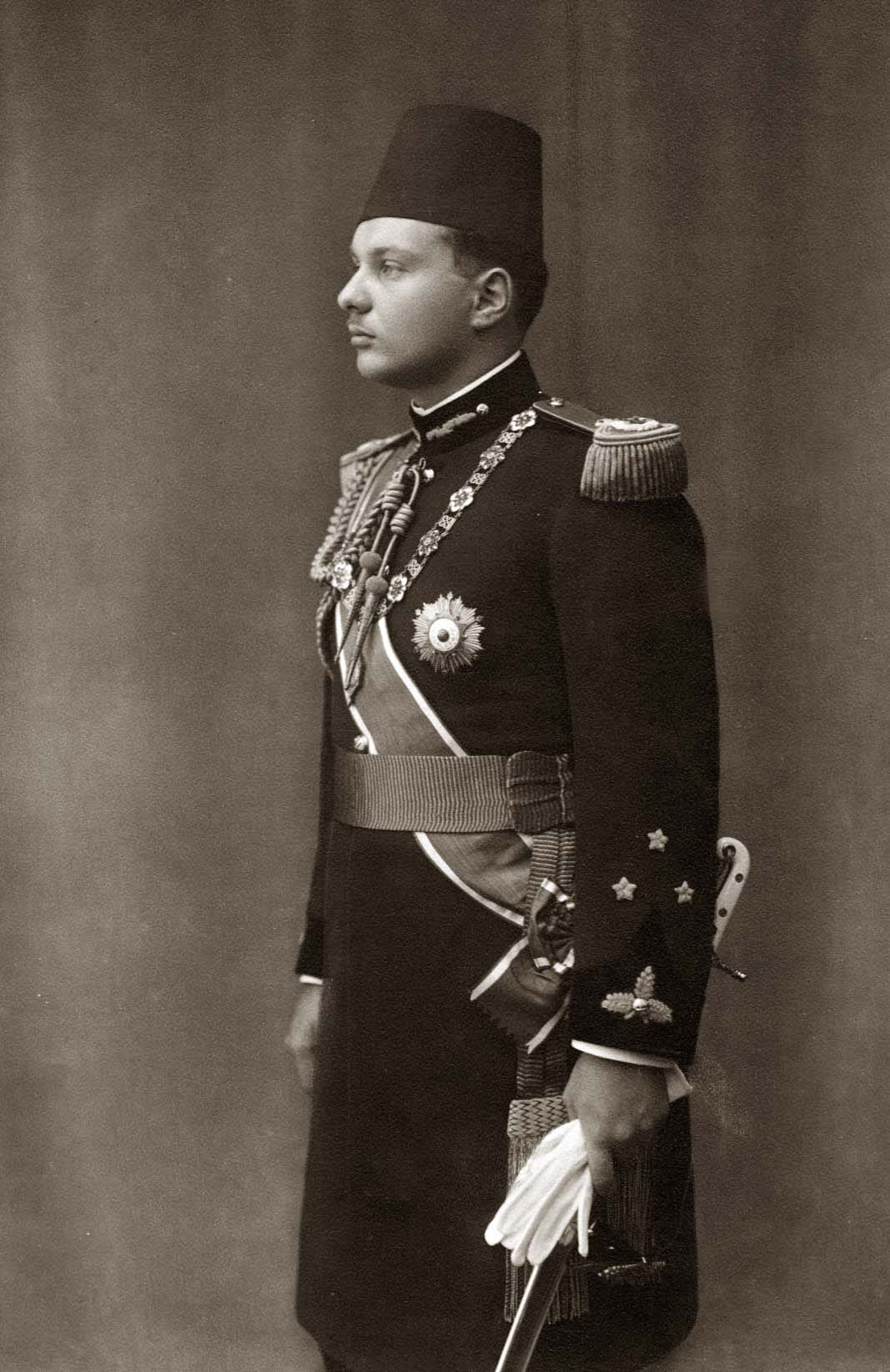
El rey Farouk I vestido de uniforme.

Riad Shehata (رياض شحاتة en árabe) (anterior a 1910-1942) fue un fotógrafo egipcio.
Fue fotógrafo oficial de los reyes Fuad I y Faruq I de Egipto y por tanto realizó los retratos oficiales de los monarcas, así como las fotografías de sus reuniones formales e informales, pero también documentó sus viajes y visitas a diferentes lugares. Entre sus fotografías se pueden encontrar las de inauguraciones y reuniones que buscaban la modernización del Egipto que surgió como nación independiente del imperio británico cinco años después de finalizada la Primera Guerra Mundial.
Perfeccionó sus conocimientos fotográficos en Fráncfort y estuvo viajando por diversos países haciendo reportajes fotográficos. Abrió un estudio fotográfico en la plaza de la Ópera (Opera square) de El Cairo que se mantuvo en actividad tras su muerte en 1942 y que tuvo ocasión de realizar un reportaje por encargo del rey del incendio de El Cairo en 1952.